# Муниципальный стадион (Хартум)
«Муниципальный Стадион» — многофункциональный стадион в столице Судана Хартуме, который сейчас преимущественно используется для футбольных соревнований. Вмещает 23000 человек.

## Кубок африканских наций 1957
Принимал матчи финальной части первого Кубка африканских наций в 1957 году:
| Дата            | Первая команда | Результат | Вторая команда | Зрителей | Стадия    |
| --------------- | -------------- | --------- | -------------- | -------- | --------- |
| 10 февраля 1957 | Судан          | 1-2       | Египет         | 30000    | Полуфинал |
| 16 февраля 1957 | Египет         | 4-0       | Эфиопия        | 30000    | Финал     |